# 阿楞语
阿楞语(Cmbrau[cmrawˀ])是一种在老挝–越南国境线两侧使用的濒危越语支哲语群语言。这种语言已由联合国教科文组织宣布濒危。像其他越语支语言一样，阿楞语有声调；也有依发声态的不同来辨义的系统，这在越语支中很独特。如同其他许多南越语支语言，阿楞语同样使用倍半音节。
阿楞语缺乏越语支语言通常都有的气声发声态，但有声门化韵尾。

## 历史与背景
阿楞是一个描述在越南南部和老挝的国境线两侧分布的土著民族的民族地理学概念。他们自称为Cmbrau[cmrawˀ]。但因为[cm-]是整个语言中唯一的倍半音节结构，理论上说这可能也是从邻近的外语借来的词。阿楞人到1959年都只有越南本地人群知晓，其时他们被越南军队发现。最近，当地学者将他们当做当地布鲁khùa社区。阿楞人在1960年只剩56人：30名男性和23名女性。1999年这片地区最近的调查指出有102名阿楞人。其中只有约25%能在一致的基础上使用阿楞语。阿楞语的所有使用者均是越南语双语者，其中有些也是宽语和/或老挝语的流利使用者。

## 语法性质
阿楞语同时使用单音节词和倍半音节词。约有55-60%的阿楞语词汇包含倍半音节。这比大多数其他有倍半音节的越语支语言都高，它们的词汇通常只有35-40%是倍半音节。